# Oberseebach (Hüttensee)
Der Oberseebach, auch nur Seebach, ist ein Bach in den Schladminger Tauern, südöstlich der Gemeinde Schladming und südlich der Gemeinde Aich in der Steiermark. Er bildet einen der zwei Hauptzuflüsse des Hüttensees.

Er kann auch als oberstes Teilstück des Seewigtalbachs angesehen werden.

## Geographie

### Verlauf
Der Oberseebach entsteht auf 1672 m ü. A. als einziger Abfluss des Obersees an dessen Nordufer. Der Bach fließt zunächst bei starkem Gefälle nördlich bis leicht nordwestlich. In seinem Unterlauf fließt ihm von links ein Nebenarm des Pfannseebachs (Abfluss des Pfannsees) zu, dessen Mündung unweit der des Oberseebachs liegt. Auf 1502 m ü. A. mündet der Bach schließlich in den Hüttensee an dessen Südufer.

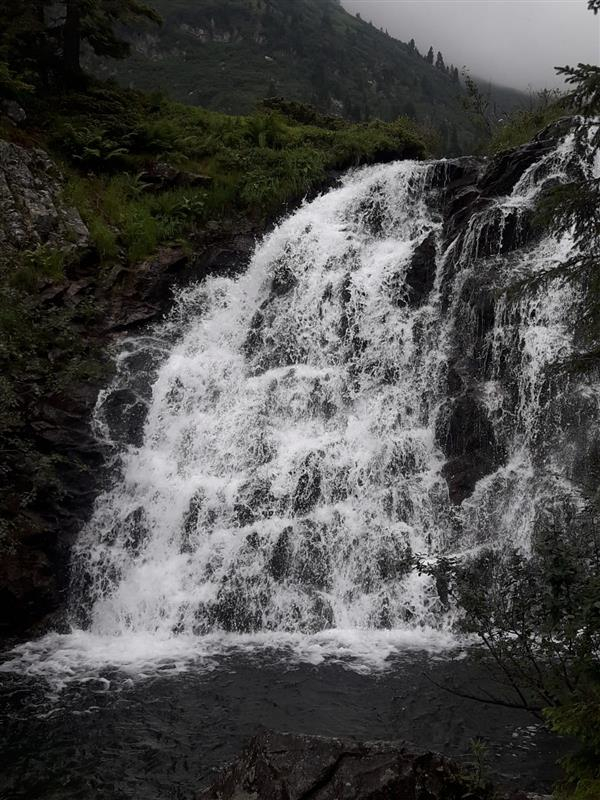
Quelle des Oberseebachs am Nordufer des Obersees

Sein gesamter Lauf befindet sich im Seewigtal.

### Einzugsgebiet
Westlich grenzt das Einzugsgebiet des Oberseebachs an das des Pfannseebachs, im Osten an das des Sattentalbachs (Abfluss des Stierkarsees), der bei Pruggern in die Enns mündet.